# Husakove, Zvenîhorodka
Husakove (în ucraineană Гусакове) este o comună în raionul Zvenîhorodka, regiunea Cerkasî, Ucraina, formată numai din satul de reședință.

## Demografie
Componența lingvistică a comunei Husakove
     Ucraineană (97,43%)
     Rusă (2,12%)
     Alte limbi (0,3%)
Conform recensământului din 2001, majoritatea populației comunei Husakove era vorbitoare de ucraineană (97,43%), existând în minoritate și vorbitori de rusă (2,12%).